# Новоторецкое (Покровский район)
Новоторецкое (укр. Новоторецьке) — село на Украине, находится в Покровском районе Донецкой области.
Код КОАТУУ — 1422781607. Население по переписи 2001 года составляет 22 человека. Почтовый индекс — 85350. Телефонный код — 623.

## Адрес местного совета
85350, Донецкая область, Покровский р-н, с.Ивановка, ул.Социалистична, 78, тел. 5-32-3-19